# Interstate 290 (Massachusetts)
Pour les articles homonymes, voir Interstate 290.
L'Interstate 290 (I-290) est une autoroute auxiliaire de l'I-90 du Massachusetts. L'autoroute parcourt environ 20 miles (32 km), d'ouest en est dans le centre de l'État. Elle débute à Auburn à la jonction avec l'I-90 comme continuité nord de l'I-395. Elle suit un tracé en forme de L, se dirigeant d'abord vers le nord à Worcester, et, en quittant la ville, bifurquant vers l'est jusqu'à son terminus est à la jonction avec l'I-495 à Marlborough. Au-delà de l'I-495, la route se continue comme un connecteur non-numéroté jusqu'à la ville de Hudson.

## Description du tracé
Les numéros de sorties de l'I-290 sont la continuité de ceux de l'I-395. L'I-290 débute comme continuité de l'I-395 à Auburn, avec une sortie pour l'I-90, la Route 12 et le Auburn Mall. L'I-290 continue au nord à travers Worcester jusqu'à son centre-ville. Elle y rencontre l'I-190 qui se dirige vers la région de Leominster et de Fitchburg. L'I-290 quitte la ville de Worcester et se dirige vers le nord-est. Le paysage change drastiquement depuis Worcester, où l'autoroute passe par des régions très urbanisées pour devenir très boisées à Shrewsbury et Northborough. L'I-290 entre à Marlborough et atteint rapidement son terminus est à la jonction avec l'I-495. Elle se termine peu après au commencement du connecteur pour la Route 85, qui se rend jusqu'à Hudson.

## Liste des sorties
| Interstate 290                                  |              |       |       |        |                                                                                 |                                                                                           |
| Comté                                           | Municipalité | mi    | km    | Sortie | Intersections / Destinations                                                    | Notes                                                                                     |
| Worcester                                       | Auburn       | 0,00  | 0,00  | —      | I-395 sud vers US 20 – Norwich, New London                                      | Numéros de sortie de l'I-395                                                              |
| Worcester                                       | Auburn       | 0,35  | 0,56  | 12A    | I-90 Toll / Mass Turnpike vers Route 12 (en) nord – Boston, Springfield, Auburn | Sortie 90 de l'I-90                                                                       |
| Worcester                                       | Auburn       | 0,07  | 0,11  | 12B    | Route 12 (en) sud – Auburn, Webster                                             | Sortie direction ouest seulement                                                          |
| Worcester                                       | Auburn       | 0,93  | 1,50  | 13     | Swanson Road – Auburn                                                           | Indication en direction est                                                               |
| Worcester                                       | Auburn       | 1,70  | 2,74  | 13     | Auburn Street – Auburn                                                          | Indication en direction ouest                                                             |
| Worcester                                       | Worcester    | 3,36  | 5,40  | 14     | Route 12 (en) nord (Hope Avenue)                                                | Sortie direction ouest, entrée direction est                                              |
| Worcester                                       | Worcester    | 3,57  | 5,74  | 15     | College Square / Federal Square / Southbridge Street                            | Indiqué pour Route 146 sud / Millbury en direction est et Route 12 sud en direction ouest |
| Worcester                                       | Worcester    | 4,61  | 7,42  | 16     | Route 146 (en) sud vers I-90 Toll / Mass Pike – Millbury, Providence            | Sortie direction ouest, entrée direction est                                              |
| Worcester                                       | Worcester    | 5,27  | 8,47  | 17     | Route 122A (en) (Vernon Street) – Kelley Square                                 |                                                                                           |
| Worcester                                       | Worcester    | 5,64  | 9,07  | 18     | Route 122 (en) (Grafton Street) – Grafton, Paxton                               | Pas d'entrée en direction ouest                                                           |
| Worcester                                       | Worcester    | 5,81  | 9,35  | 19     | Shrewsbury Street                                                               | Sortie direction est, entrée direction ouest                                              |
| Worcester                                       | Worcester    | 6,14  | 9,88  | 20     | MLK Jr. Boulevard – Centre-ville de Worcester                                   |                                                                                           |
| Worcester                                       | Worcester    | 6,57  | 10,58 | 21     | Route 9 (en) (Belmont Street) vers Route 70 (en) nord – Lincoln Square          | Indication en direction est                                                               |
| Worcester                                       | Worcester    | 6,98  | 11,23 | 21     | Route 70 (en) nord vers Route 9 (en) – Lincoln Square                           | Indication en direction ouest                                                             |
| Worcester                                       | Worcester    | 7,38  | 11,87 | 22     | I-190 nord vers Route 12 (en) – Sterling, Leominster                            | Terminus sud de l'I-190                                                                   |
| Worcester                                       | Worcester    | 7,38  | 11,87 | 23     | Burncoat Street vers Route 70 (en) (Lincoln Street)                             | Indication en direction est; sortie combinée avec sortie 22 en direction est              |
| Worcester                                       | Worcester    | 8,42  | 13,55 | 23     | Route 70 (en) (Lincoln Street), Burncoat Street                                 | Indication en direction ouest                                                             |
| Worcester                                       | Worcester    | 9,64  | 15,52 | 24     | Plantation Street – Worcester                                                   | Sortie direction est, entrée direction ouest                                              |
| Worcester                                       | Shrewsbury   | 10,17 | 16,37 | 25     | Main Street – Shrewsbury, Worcester                                             |                                                                                           |
| Worcester                                       | Shrewsbury   | 12,69 | 20,42 | 26     | Route 140 (en) – Shrewsbury, Boylston                                           | Indiqué sortie 26A (sud) et 26B (nord)                                                    |
| Worcester                                       | Northborough | 14,86 | 23,91 | 27     | Church Street – Northborough, Boylston                                          |                                                                                           |
| Worcester                                       | Northborough | 17,91 | 28,83 | 30A    | Hudson Street – Northborough                                                    |                                                                                           |
| Worcester                                       | Northborough | 17,93 | 28,85 | 30B    | Solomon Pond Mall Road – Berlin                                                 |                                                                                           |
| Middlesex                                       | Marlborough  | 20,00 | 32,19 | 32     | I-495 – Cap Cod, Lowell                                                         | Indiqué sortie 32A (sud) et 32B (nord); sortie 65A-B de l'I-495                           |
| Middlesex                                       | Marlborough  | 20,16 | 32,44 | —      | Vers Route 85 (en) – Hudson                                                     | Accès via le Route 85 Connector                                                           |
| - Péage - Accès incomplet - Transition de route |              |       |       |        |                                                                                 |                                                                                           |